# St. Petri (Münster)

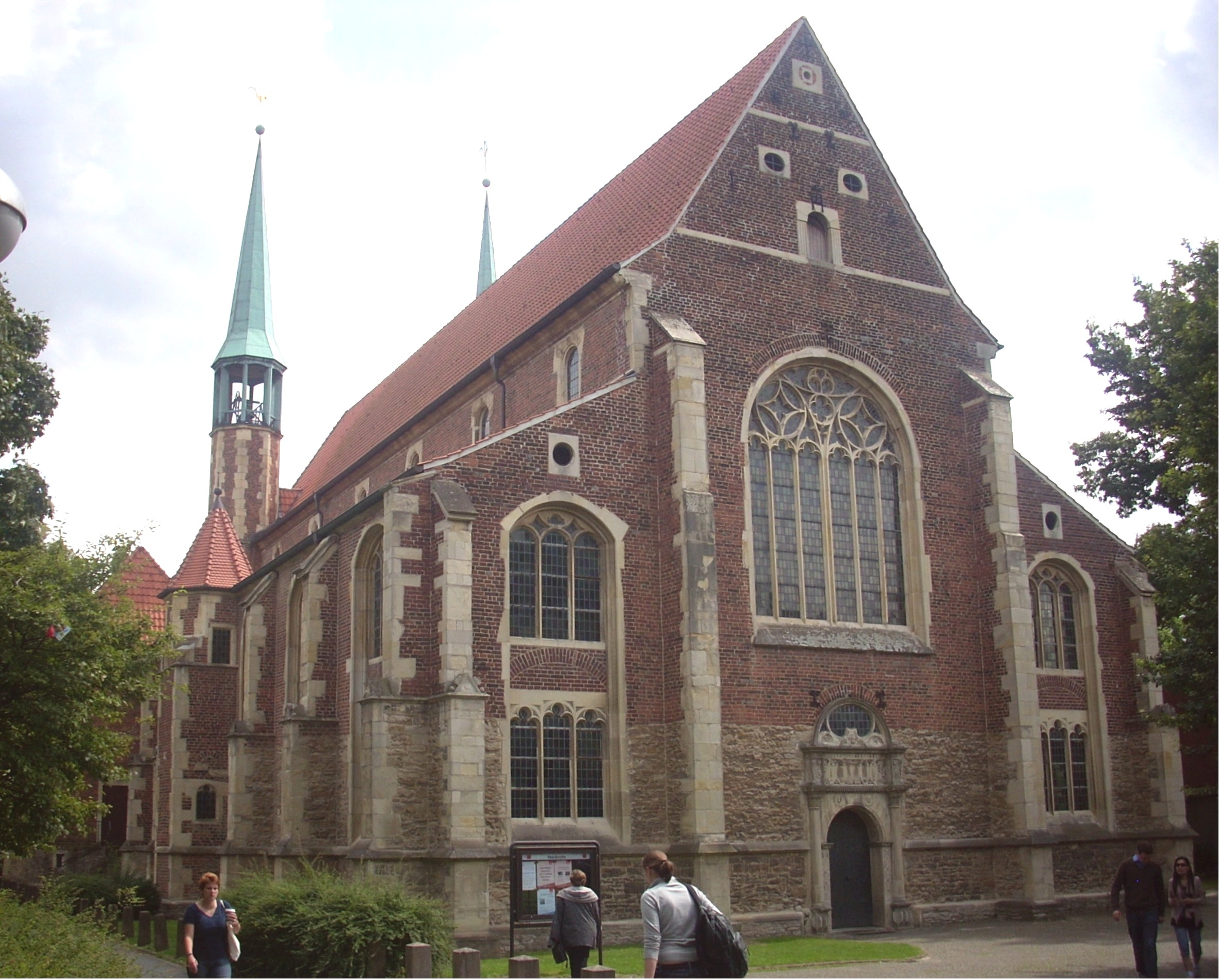
St. Petri

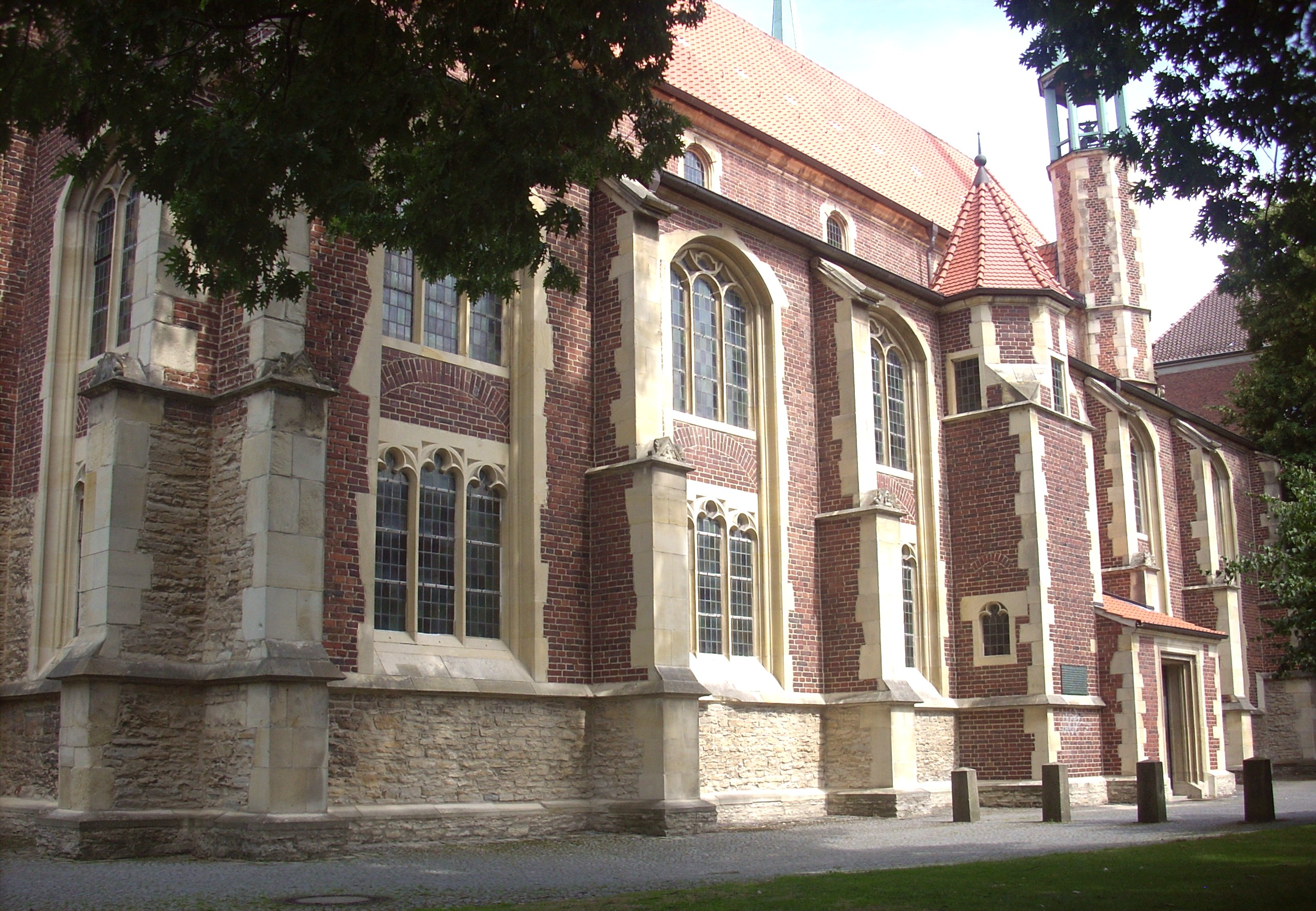
Südseite

St. Petri, auch Petrikirche, ist eine katholische Kirche in Münster. Als Kirche des ehemaligen Jesuitenkollegs ist die Petrikirche Keimzelle der Universität Münster. Sie liegt unweit des Doms im Universitäts-Gelände zwischen Fürstenberghaus, juristischer und katholisch-theologischer Fakultät an der Aa und dient heute als Kirche der Katholischen Studierenden- und Hochschulgemeinde Münster (KSHG) sowie als Schulkirche des Gymnasiums Paulinum. Wegen der guten Akustik gilt die Kirche als bevorzugter Raum für geistliche Konzerte; außerdem wird die Petrikirche als Hochzeitskirche sehr geschätzt.
Die Kirche steht im Eigentum des Landes Nordrhein-Westfalen.

## Geschichte und Architektur

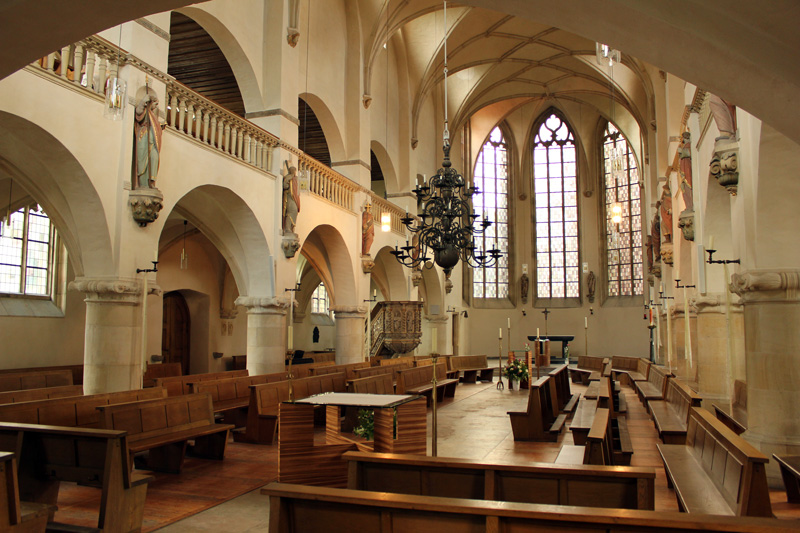
Blick auf den Chorraum

Die Petrikirche entstand zwischen 1590 und 1597 als Kirche des Münsterschen Jesuitenkollegs. Sie war die erste Jesuitenkirche der Rheinischen Ordensprovinz. Architekt und Bauleiter war Johann Roßkott. Die Kirche ist der einzige Teil des Kollegs, der heute noch besteht.
St. Petri ist eine geostete dreischiffige Basilika ohne Querschiff. Das Baumaterial ist roter Backstein für die Wandflächen (im Westen bis etwa fünf Meter über Boden Bruchstein) und heller Sandstein für die Gliederungselemente. Zwei schlanke Glockentürme flankieren den Chor. Im Inneren sind die Seitenschiffe durch Emporen in zwei Geschosse geteilt. Den Zugang zu diesen bildet je ein niedriger Treppenturm an der Nord- und der Südseite. Der Gesamteindruck des Baus ist eher horizontal als vertikal.
Stilistisch steht St. Petri zwischen Gotik und Renaissance. Während die basilikale Grundstruktur und die Strebepfeiler rückwärtsgewandt erscheinen und sich die Architektur historisierend im Gewölbe gotischer Stilelemente bedient, zeigen die Fenster Mischformen und die Portale reine Renaissanceornamentik.
Neben der Kirche steht am Jesuitenweg die Skulptur Dolomit, zugeschnitten des Künstlers Ulrich Rückriem. Die neun senkrecht aufgestellten Steine aus Anröchter Dolomit bilden ein Pendant zu den Strebepfeilern der Kirchenwand. Das anfangs zum Teil heftig kritisierte Werk wurde für die Skulptur.Projekte 1977 geschaffen und befindet sich heute im Besitz der Stadt Münster.
Im August 2019 wurde bekannt, dass die Petrikirche saniert werden muss. Bereits zwei Jahre zuvor wurden Bauzäune um die Kirche zur Sicherung aufgestellt. Im Dezember 2019 wurde die Kirche wegen Gewölbeschäden geschlossen. Nach der Schließung klagte die Katholischen Studierenden- und Hochschulgemeinde, dass dem zuständigen Bau- und Liegenschaftsbetrieb Nordrhein-Westfalen der sanierungsbedürftige Zustand des Innenraumes seit 6 Jahren bekannt gewesen sei. Die Kosten für die Außensanierung werden sich vermutlich auf 1,5 bis zwei Millionen Euro belaufen. Am 23. Februar 2020 fanden allerdings bereits wieder Gottesdienste in der Kirche statt.

## Orgel

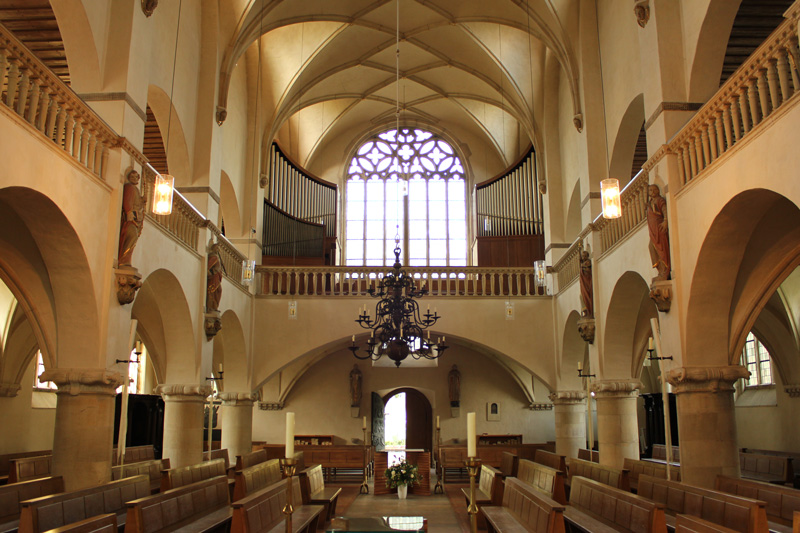
Blick auf die Orgel

Die Orgel der Petrikirche auf der Westempore wurde 1962 von der Orgelbaufirma Franz Breil (Dorsten) nach einem Dispositionsentwurf von Rudolf Reuters erbaut. Das rein mechanische Schleifladen-Instrument hat 25 Register auf zwei Manualen und Pedal.
| I Rückpositiv C–g3 |           |        |
| 1.                 | Gedackt   | 8′     |
| 2.                 | Prinzipal | 4′     |
| 3.                 | Rohrflöte | 4′     |
| 4.                 | Gemshorn  | 2′     |
| 5.                 | Quinte    | 1 ⁄3′  |
| 6.                 | Terz      | 1 3⁄5′ |
| 7.                 | Scharff V | 1′     |
| 8.                 | Schalmey  | 8′     |
|                    | Tremulant |        |

| II Hauptwerk C–g3 |                 |        |
| 9.                | Prinzipal       | 8′     |
| 10.               | Spitzflöte      | 8′     |
| 11.               | Oktave          | 4′     |
| 12.               | Gedacktflöte    | 4′     |
| 13.               | Oktave          | 2′     |
| 14.               | Sesquialtera II | 1 3⁄5′ |
| 15.               | Mixtur VIII     | 1 ⁄3′  |
| 16.               | Dulzian         | 16′    |
| 17.               | Trompete        | 8′     |
|                   | Tremulant       |        |

| Pedal C–f1 |           |       |
| 18.        | Subbass   | 16′   |
| 19.        | Prinzipal | 8′    |
| 20.        | Oktave    | 4′    |
| 21.        | Pommer    | 4′    |
| 22.        | Nachthorn | 2′    |
| 23.        | Mixtur V  | 2 ⁄3′ |
| 24.        | Posaune   | 16′   |
| 25.        | Trompete  | 8′    |

- Koppeln II/I, I/P, II/P

## Glocken
In den beiden schmalen, seitlich des Chores stehenden Türmen hängt jeweils eine Glocke. Die historischen Glocken aus den Jahren 1671 und 1726 sind nicht mehr vorhanden.
| Nr. | Name | Gussjahr | Gießer | Durchmesser (mm) | Masse (kg) | Schlagton (HT-1/16) | Turm         |
| 1   |      | 1953     |        | 665              |            | d2 + 7              | Südostturm   |
| 2   |      | 1953     |        | 550              |            | f2 + 3              | Nordwestturm |